# Himinbjörg

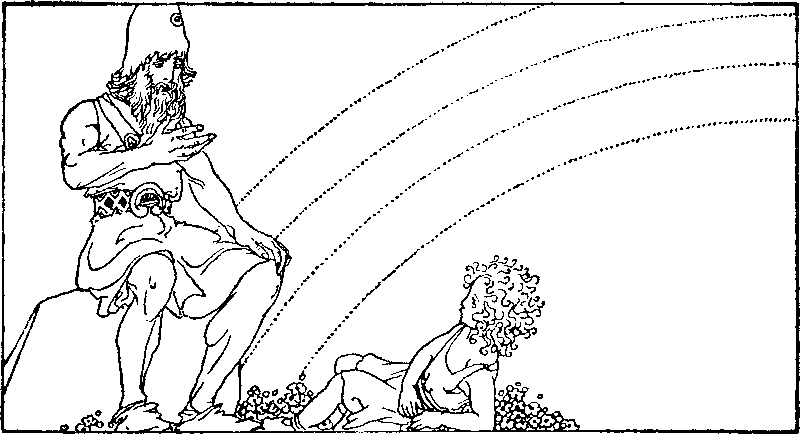
Bifrǫst, sullo sfondo, Heimdallr spiega alla giovane Hnoss come sono avvenute tutte le cose. – Illustrazione di Willy Pogany (1920)

Nella mitologia norrena Himinbjörg (in norreno Himinbjǫrg, "castello del Paradiso" o "montagna del Paradiso") è la casa del dio norreno Heimdallr. Himinbjörg è attestato nella raccolta di poemi Edda poetica, scritta in base a fonti dell'antica tradizione, e in Edda in prosa e Heimskringla, entrambe scritte nel XIII secolo da Snorri Sturluson.
Himinbjörg è associato con Heimdallr in tutte le fonti. Secondo Edda poetica, Heimdallr vi risiede come guardiano per gli dei e vi beve del buon idromele, mentre nell'Edda in prosa Himinbjörg è definito come posto dove il ponte dell'arcobaleno Bifrǫst incontra il cielo.
Gli studiosi hanno commentato le differenze sulle due attestazioni e collegato il nome della località mistica a vari nomi di luoghi.

## Attestazioni
Himinbjörg è citato una volta sola nell'Edda poetica. Nel poema Grímnismál, Odino (nelle sembianze di  Grímnir), torturato, affamato e assetato, parla al giovane  Agnarr di un certo numero di località mitologiche. L'ottava località che cita è Himinbjörg, dove egli dice che Heimdallr beve un buon idromele.
Nell'Edda in prosa, Himinbjörg è citato due volte, tutte e due nel libro In the Prose Edda. La prima citazione si trova nel capitolo 27, dove le figure in trono di Alto, Come Alto e Terzo informano Gangleri che Himinbjörg si trova dove il ponte fiammante Bifröst incontra il cielo.
 Più Avanti nello stesso capitolo 27, Alto afferma che Heimdallr vive a Himinbjörg presso Bifröst e là sorveglia il ponte dalla montagna  jotnar seduto sul bordo del cielo.
The above-mentioned Grímnismál stanza is quoted shortly thereafter.
Nella Saga degli Ynglingar, scritta in Heimskringla, Snorri presenta un'origine evemerizzata degli dei norreni e delle regole dei loro discendenti. Nel capitolo 5 Snorri sostiene che gli Asi risiedevano nell'attuale Svezia ove costruirono numerosi templi. Snorri scrive che Odino stava a sul lago Logrin in un "luogo formalmente noto come Sigtúnir. Qui egli eresse un gran tempio e fece sacrifici secondo le usanze degli  Asi. Egli prese possesso della terra e la chiamò Sigtúnir. Egli concesse luoghi di residenza ai sacerdoti del tempio". Snorri aggiunge che, dopo ciò, Njörðr abitò a Nóatún, Freyr abitò a Uppsala, Heimdallr a Himinbjörg, Thor a Þrúðvangr, Baldr a Breiðablik e che a ciascuno Odino regalò belle case.

## Teorie
Guardando le differenze tra le attestazioni del  Grímnismál e del Gylfaginning, lo studioso John Lindow sostiene che mentre il ponte Bilröst «conduce al pozzo, che è presumibilmente al centro della casa degli dei, la nozione di Snorri di Bilröst come arcobaleno può averlo portato a porre Himinbjörg alla fine del cielo.» Lindow poi commenta che la nozione «è comunque coerente con quella di Heimdall come figura limite.

Lo studioso del XIX secolo, Jacob Grimm traduce il nome come "la collina celeste" e collega Himinbjörg a un certo numero di nomi comuni e e di nomi di località in varie parti dell'Europa germanofona . Grimm confronta Himinbjörg al nome commune in norreno antico himinfiöll, che designava specialmente alte montagne, e l'alto tedesco Himilînberg (montagne celesti), infestate da spiriti nella Vita sancti Galli, allo Himelberc del Liechtenstein e a Himilesberg vicino a Fulda, oltre ad altri esempi dall'Assia, a Himmelsberg nel Västergötland (Svezia) e a un «ritenuto essere Heimdall's» nello Halland, in Svezia. Grimm poi confronta l'antico norreno Himinvângar, analogo al sassone antico hebanwang, hebeneswang, un termine per "paradiso" and all'antico inglese Heofenfeld (campo celeste) citato da Beda il Venerabile.